# Lenzspitze
Die Lenzspitze (früher auch Südlenz genannt) ist mit einer Höhe von 4293 m ü. M. ein Viertausender in der Mischabelgruppe in den Walliser Alpen.
Die Erstbesteigung erfolgte 1870 durch Clinton Thomas Dent mit seinen Führern Alexander und Franz Burgener über den heute nicht mehr begangenen Weg durch die Nordostflanke ins Nadeljoch und über den Nordwestgrat zum Gipfel.
Den Nordostanstieg begingen zum ersten Mal am 3. August 1882 der Brite William Woodman Graham mit den Führern Theodor Andenmatten und Ambros Supersaxo (IV−, Stellen III, sonst II; AD), heute ein üblicher Anstieg von der Mischabelhütte. Einfacher ist der Südgrat von der Domhütte über das Lenzjoch (II).
Die Lenzspitze ist Ausgangspunkt oder auch Endpunkt der Begehung des gesamten Nadelgrats, ihr Nordwestgrat (III) vermittelt das erste Stück zum Nadelhorn.
Das Schaustück der Lenzspitze ist allerdings die Nordostflanke, eine Eiswand mit einer gleichmässigen Neigung von 50 bis 55°. Sie wurde am 7. Juli 1911 durch Dietrich von Bethmann-Hollweg mit den Führern Oskar und Othmar Supersaxo durch Stufenschlagen erstbegangen und erhielt ob der Schinderei den Beinamen „Dreieselwand“.